# 大学生服务中心
大学生服务中心（在巴登-符腾堡、柏林、北莱茵-威斯特法伦、莱茵兰－普法尔茨、图林根和汉堡称作Studierendenwerk）是德国专门负责大学生社会、经济和文化利益需求的机构。其创立早期只是学生性质的自助服务组织，如今已由各联邦州正式依法设立，并且大多属于公法机构。

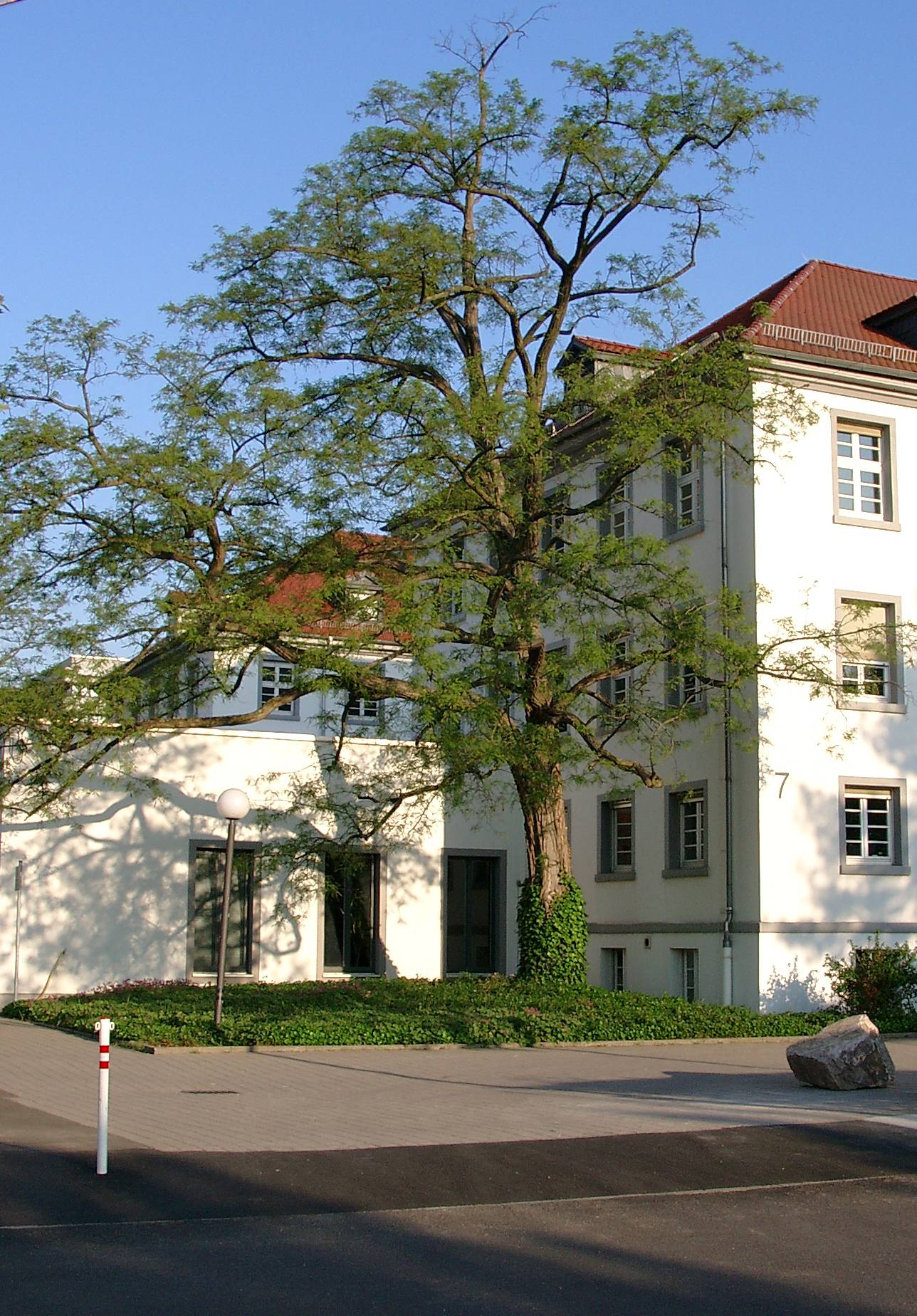
卡尔斯鲁厄的大学生服务中心

目前，德国共有58家大学生服务中心，由各联邦州划定它们应负责的高校及城市范围。各服务中心的规模相差悬殊，雇员人数从11人到790人不等，服务覆盖的学生数也由1,300到125,000人不等。各地的大学生服务中心由德国大学生服务中心（Deutsches Studentenwerk，DSW）统一管辖。

## 历史
最早的大学生服务中心成立于一战之后。因战争和通货膨胀，很多大学生一贫如洗，无钱支付学业。1921年7月，各地的学生自助组织和学术帮扶机构，在埃尔朗根举行的第四届德国学生大会上，合并成立了注册组织——德国学生团体经济帮扶组织（Wirtschaftshilfe der Deutschen Studentenschaft e.V.）。在随后十年的政局变更中，学生自助组织和学术帮扶机构间的分歧日益加深，其结果是在1929年，此注册组织更名为德国大学生服务中心（Deutsches Studentenwerk e. V.，缩写：DSW）。
随着纳粹德国的兴起，1933年之后，德国大学生服务中心以帝国大学生服务中心（Reichsstudentenwerk）之名成为一家直属帝国中央的公法机构，隶属于新成立的帝国大学生领导体系，一切行动服从纳粹德国的政治纲领；而各地方的大学生服务中心则降级为听命于上级的分支机构。
第二次世界大战结束，帝国大学生服务中心随之瓦解。在联邦德国，各地区的大学生服务中心大多以注册组织或基金会的形式纷纷重建。1950年，各地大学生服务中心重新成立了一个上层联盟，并于1956年冠以旧名“德国大学生服务中心（Deutsches Studentenwerk e. V.）”。从1957年起，根据洪内夫模式（《联邦教育促进法》的前身），大学生服务中心被委托负责推进全面的学生学业资助计划；同时从1960年起，学生宿舍陆续兴建。因为这两项事务越来越需要大量来自社会各界的投资，大学生服务中心渐渐失去了作为学生自助服务组织的角色。当时的德国学生团体联合会和联邦德国校长联席会议联名要求（重新）加强学生团体和各高校对大学生服务中心的管理。不过，随着70年代初《联邦教育促进法》助学金（BAföG）的引入，大学生服务中心仍几乎成为一家公法管辖下的机构。
前民主德国没有大学生服务中心。食堂和宿舍代之由高校自行管理。两德统一之后，东德地区便以西德为参照，重建了大学生服务中心，并同为德国大学生服务中心成员。在这批新机构的成立中，德国大学生服务中心一度致力于为大学生争取更大的发言权。因此，在东德地区大学生服务中心的管理委员会里，学生通常可占到委员席位的半数。

## 职责
当今，大学生服务中心的实际工作范围主要涵盖了：
- 学生食堂（在德国高校称Mensa）和咖啡厅的运营；

- 学生宿舍运营和管理；

- 根据《联邦教育促进法》发放助学金（BAföG）并处理其他相关事宜（例外：莱茵兰－普法尔茨州的《联邦教育促进法》助学金发放处属于各高校）；

- 学生心理咨询、社会咨询以及法律咨询；

- 提供贷款和社会援助；

- 为为人父母的学生提供儿童照料；

- 文化服务。

## 法律形式、资金来源和组织形式
大学生服务中心的企业实体法律形式通常是公法机构。它们是法律意义上的独立机构，在形式上独立于各高校。但因其工作对教育领域产生影响，故亦受《联邦高等教育法》或单独的《大学生服务中心法》等联邦州法律辖制。
大学生服务中心的资金主要来源于各州政府（少部分来自联邦政府）、所有学生必须缴纳的社会费（又称学期费）、以及服务中心自身的经营收入（如食堂收入、房租收入）。
依照《联邦教育促进法》发放助学金（BAföG），是一种直接的、针对个人的学业资助。与之相应，大学生服务中心本身的运营因为受到了国家资助，所以对学生们来说，属于一种间接的学业资助。
大 学生服务中心由专门的全职经理领导，但重大议题仍须经由一个志愿组成的名誉委员会（董事会）商议决定，此委员会也负责监督服务中心的整体运营。委员会的成 员组成视各州情况有所不同，主要有相关高校代表、学生团体代表、大学生服务中心工作人员代表、州政府代表以及相关外界人士。

## 德国大学生服务中心
全德58家大学生服务中心皆从属于一个全国性的德国大学生服务中心（Deutsches Studentenwerk e. V.）。一方面，德国大学生服务中心促进各地服务中心之间的经验交流和信息共享，并为它们的工作人员提供职业技能培训；另一方面，德国大学生服务中心也是 大学生们社会政治利益的代表。从1952年起，德国大学生服务中心开始进行三年一度的关于“学生经济和社会状况”的调查，在很大程度上为德国大学生社会政 策的制定奠定了基础。
德国大学生服务中心位于首都柏林。2012年1月1日，比勒费尔德大学前校长、德国教育经济学家、教育规划家迪特尔·蒂默曼开始担任主席。

## 国际比较
世界各国为大学生提供经济和社会服务的方式花样繁多。但类似德国的大学生服务中心这样与大学分离、自成一家的服务机构还是非常少见。这里提到的服务范围，尤 其是学生食堂和学生宿舍的运营管理，在很多国家都由各高校自行负责。此外，部分国家的学生宿舍，也由学生代表组织负责运营管理。
法国的情况和德国类似，也有一个独立于高校的机构（国家与大区大学与学业事务中心）负责运营食堂、宿舍等等事务，但它并非各地独立机构的联合体，而是统一组织建立的。

## 文献
- Albert von Mutius（德语：Albert von Mutius）: 《大学生服务中心（Studentenwerke）》，Flämig等（发行）：《科学法律手册（Handbuch des Wissenschaftsrechts）》（第二版），柏林，1996，ISBN 3540611290, 601-630页
- 《1921-2001：八十年德国大学生服务中心（1921-2001. 80 Jahre Deutsches Studentenwerk）》,波恩/柏林，2002，（全文）（德文）
- 德国大学生服务中心（发行）：《在同一个屋檐下对话：大学生服务中心的变迁（Dialog unter einem Dach. Studentenwerke im Wandel）》 （长期担任德国大学生服务中心秘书长Horst Bachmann辞职演说的纪念文集），波恩，1997

## 引用
1. ↑  德国大学生服务中心2011年12月1日新闻稿（德语） （页面存档备份，存于） 2012年12月27日查阅